# 巴穆恩苏阿尔库奇
巴穆恩苏阿尔库奇（Bamun Sualkuchi），是印度阿萨姆邦Kamrup县的一个城镇。总人口7123（2001年）。

## 人口
该地2001年总人口7123人，其中男性3499人，女性3624人；0—6岁人口714人，其中男367人，女347人；识字率73.70%，其中男性为80.48%，女性为67.16%。